# Nati nel 945
| Questa pagina contiene informazioni ricavate automaticamente dalle voci biografiche con l'ausilio del template Bio e di un bot. L'aggiornamento è periodico e automatico e ricostruisce completamente la pagina. Se manca una persona in questa lista, sei pregato di non aggiungerla, ma accertati piuttosto che la sua voce biografica contenga il template Bio e che i dati anagrafici siano correttamente compilati. Se il template Bio manca, inseriscilo tu stesso o, in alternativa, metti l'avviso {{tmp\|Bio}} che ne segnala la mancanza. Se i dati riportati sono sbagliati, correggi direttamente la voce biografica; le modifiche saranno visibili in questa lista entro pochi giorni. Per chiarimenti vedi il progetto biografie. La lista contiene solo le 5 persone che sono citate nell'enciclopedia e per le quali è stato implementato correttamente il template Bio. Pagina aggiornata al 13 gen 2025. |

- Abbone di Fleury, abate e filosofo francese († 1004)
- Al-Muqaddasi, geografo arabo
- Matilde II di Essen, nobile tedesca († 1011)
- Yehudah ben David Hayyuj, rabbino e linguista marocchino († 1012)
- Abu Sa'id Ahmad ibn Muhammad ibn 'Abd al-Jalil al-Sijzi, matematico, astronomo e astrologo persiano († 1020)